# Угорська сіра корова

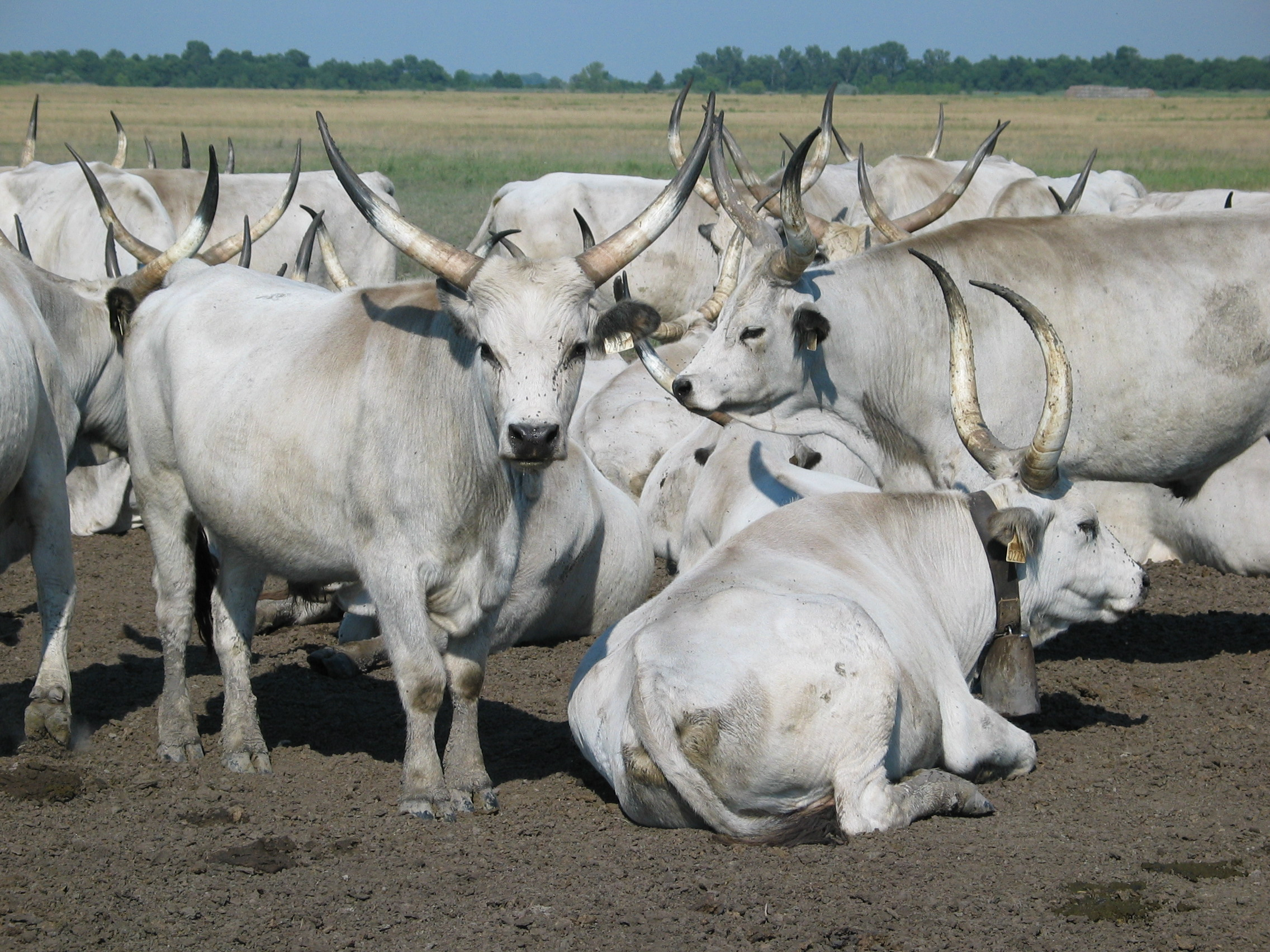
У національному парку Гортобадь, у Пустці Гортобадь на сході Угорщини

Угорська сіра ( угор. Magyar Szürke ), також відома, як Угорська сіра степова  — угорська порода великої рогатої худоби м'ясного напряму.  Відноситься до групи подільської худоби   і характеризується довгими ліроподібними рогами та блідо-сірим хутром. Угорська сіра добре пристосований до екстенсивних систем пасовищ і раніше вирощувалася у дуже великих кількостях в угорському степу. У двадцятому столітті порода була близька до зникнення, але з тих пір її чисельність зросла.

## Історія

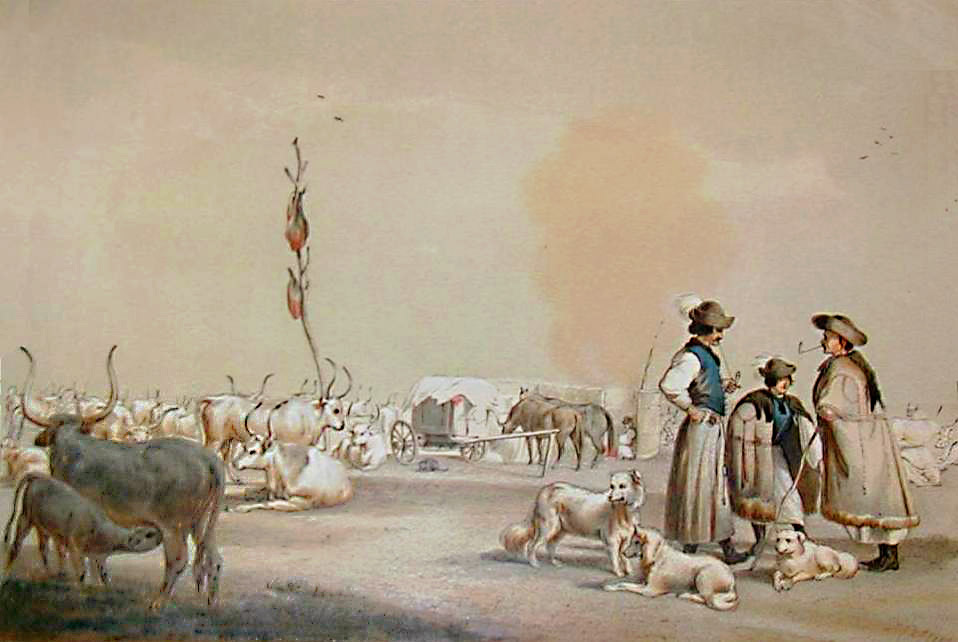
Пастухи Гуляш з худобою угорської сірої породи. Літографія. Стеріо Корола. (1821–1862)

Походження угорської сірої худоби достименно невідоме. Раніше вважалося, що порода прибула у IX столітті з мадярами, які прийшли зі сходу. Ця теорія не узгоджується з археологічними даними.  У різні часи також висловлювалося припущення, що корова прибула на теритирію сучасної Угорщини під час пізнішої міграції, можливо, разом з куманськими чи печенізькими кочівниками. За іншою теорією її привезли з півдня біженці з Балкан;  або що вона поширилася  з італійського півострова. І в Італії і на Балканах, досі живуть споріднені породи корів.  Ще одна теорія, говорить, що угорська сіра походить безпосередньо від тура, Bos primigenius. Ця теорія була приписана Чарльзом Дарвіном у 1868 році Людвігу Рютімайеру;   це не узгоджується з остеометричними даними, але зберігається можливість впливу деяких зубрів у середньовіччі. 
З середньовіччя до вісімнадцятого століття на рівнинах Угорщини широко розводили велику кількість сірої худоби. Багатьох гайдуки гнали на копиті за сотні кілометрів на захід на ринки міст Західної Європи, де їх забивали на м'ясо.  Головним пунктом призначення був Відень, але багато скотарів досягали зі своєю худобою Аугсбурга, Аушпіца, Нюрнберга, Страсбурга та Венеції.  Протягом п’ятнадцятого та шістнадцятого століть десятки тисяч тварин вивозилися таким чином щороку, а в сімнадцятому столітті ця кількість могла перевищувати 100 000 голів на рік.  Торгівля була серйозно порушена османським вторгненням, а також деякий час була обмежена монополією, наданою імператорським двором Landverleger-Compagnia у Відні в 1622 році   
Свідчення про угорську худобу задокументовані в Аугсбурзі в документах 1526 року . 
У вісімнадцятому столітті зміна ринкових умов призвела до значного занепаду торгівлі худобою, і велика рогата худоба стала використовуватися переважно як тяглова сила, для якої вона добре підходила. 
У 1931 році була заснована Угорська асоціація тваринників сірої худоби, яка заохочувала утримання та розведення тварин. Друга світова війна завадила цим зусиллям.  На початку 1960-х років на трьох фермах Угорщини було лише 160 корів і 6 биків.  Приблизно тоді ж з’явився патріотичний інтерес до збереження місцевих порід. 
До 1975 року в двох стадах жило вже 300 корів, з тих пір їх кількість стабільно зростала. Відновлення чисельності частково пояснюється зусиллями уряду Угорщини щодо кріоконсервації. Тим, хто займається розведенням великої рогатої худоби цієї породи надаються державні субсидії. У 2003 році Hungarian Gray постачав приблизно 12% місцевої яловичини, яка споживалася в Угорщині.  Порода найбільше поширена в основному в округах Бач-Кішкун, Хайду-Біхар і Веспрем. 

## Характеристики
Угорська сіра велика рогата худоба міцна,  струнка і висока. Це мускулисті і витривалі тварини. Бики мають висоту в холці близько 150 см і важать близько 800 кг; середній зріст корів 135 см, вага 525 кг.
Колір шерсті коливається від сріблясто-білого до попелясто-сірого; самці, як правило, темніші за корів, з чорною мошонкою та чорними кільцями навколо очей. Шкіра пігментована і сіра. Як і в інших подільських порід, телята народжуються рудими і стають сірими приблизно в півроку.  Роги довгі, вигнуті, спрямовані вгору у формі ліри; вони можуть бути приблизно від 70 до 80 см у довжину. 
Угорська сіра рогата худоба має спільні з зебу деякі генетичні характеристики, пов’язані з молочними білками, включаючи казеїн і гаплотипами поліморфізму ампліфікованих фрагментів. В іншому угорська сіра не виявляє помітної подібності до зебу. 

## Використання
Угорська сіра порода вирощується для отримання яловичини. Розвивається повільно, м'ясо має низький вміст жиру і придатне для виготовлення яловичої салямі та ковбас. Входить до «Ковчегу смаку» міжнародної організації Slow Food Foundation.
Стада великої рогатої худоби є туристичною визначною пам'яткою в національному парку Гортобадь та інших національних парках Угорщини. Цих тварин можна знайти також в інших місцях, наприклад у Бокфельде на заході Угорщини. Ці стада служать генними банками через їх стійкість до хвороб великої рогатої худоби, які вражають більш широко поширені породи.